# برنامه بهسازی فرودگاه‌ها
برنامه بهسازی فرودگاه ها (به انگلیسی: Airport Improvement Program) کمک هزینه دولت فدرال ایالات متحدهٔ آمریکا است که پشتیبانی مالی برای بهسازی فرودگاه‌ها از جنبه ایمنی و کارآیی فراهم می‌نماید. پروژه‌های بهسازی مربوط به باندها، تاکسی وی‌ها، رمپ‌ها، نوردهی، نشانه گذاری، ایستگاه‌های هواشناسی، کمک ناوبری، خرید زمین و برخی از زمینه‌های برنامه‌ریزی می‌شود. این کمک هزینه از روی مالیاتی که به بلیت‌های فروخته شدهٔ هواپیما بسته می‌شود و همچنین مالیات بر سوخت هواپیما گردآوری می‌شود.